# Zhang Hui
Zhang Hui (n. 8 martie 1988, Harbin, Republica Populară Chineză) este o sportivă chineză, medaliată olimpică. A participat la o ediție a Jocurilor Olimpice (2010) în care a câștigat o medalie de aur.

## Participări
Lista de mai jos prezintă principalele competiții la care a participat Zhang Hui de-a lungul carierei.
- short track speed skating at the 2010 Winter Olympics – women's 3000 metre relay[*]